# Fundación Gomaespuma
La Fundación Gomaespuma es una ONG fundada por el dúo Gomaespuma. Está dirigida por Piluca Losantos.

## Objetivos
La fundación tiene 2 objetivos:
- Buscar fondos
- Desarrollar sus proyectos con los fondos obtenidos.

Para recaudar fondos, la asociación organiza festivales culturales en España, el más conocido es el Festival Flamenco pa tós. La fundación se centra principalmente en los niños, Intentando escolarizarlos. En las grandes tragedias, la Fundación tiene un papel de mediadora entre ONG locales y las recaudaciones.
Los actuales proyectos de la fundación son:
- Hacer un viaje a África (Ethel Brooks y Carmen Chato), contando a los oyentes la situación de la población. Además:

- Iniciaron una campaña de apadrinamiento
- Repartieron comida entre la población

- Construcción de una escuela en Sri Lanka
- Apoyo a niños de Managua
- Construcción de una emisora de radio para el colectivo de mujeres de Matagalpa
- Escuela en la India

## Historia
La ONG se empezó en 1995 con ayuda de la audiencia del programa. Sus inicios se remontan a La Habana (Cuba), cuando el programa se emitió desde allí en directo. Gomaespuma llevó juguetes donados por colegios cubanos.
En 1996, durante la guerra de Yugoslavia. Desde Gomaespuma se hizo un llamamiento desesperado a sus oyentes para que enviasen leche materna, ya que debido a la guerra, la población estaba débil y las mujeres no podían producir leche. Se consiguieron llevar 15 toneladas de leche con ayuda del Ministerio de defensa.
En 1997, se retransmitió el programa desde Mauritania, donde donaron gafas de sol para prevenir la ceguera por el sol del desierto. Allí apoyaron la construcción de un hospital y trajeron a un grupo de cirujanos que curaron a personas con cataratas.
En 1998 visitaron los campamentos de refugiados Saharauis. Allí donaron material para construir una escuela además de material escolar.
En 1999 fueron a la República Dominicana. Después del huracán George. Trajeron un avión con frijoles y arroz.
En el 2000 abrieron una escuela en la India cooperando con la fundación Sabera, este proyecto ha sido considerado como el primer proyecto de la Fundación Gomaespuma
En el 2002 se creó la Fundación Gomaespuma
En el 2005 viajaron a Sri Lanka, además de intentar concienciar desde el programa la situación de la gente. Construyeron una escuela.
En el 2009 colaboraron con el programa `el aprendiz´ de la sexta para recaudar fondos para la fundación